# Antonio Baldi
Antonio Baldi (Cava de' Tirreni, 23 giugno 1692 – Fiesole, 4 marzo 1773 circa) è stato un pittore e incisore italiano attivo soprattutto a Napoli.

## Biografia
Antonio Baldi, nato a Cava de' Tirreni (allora nel Regno di Napoli), fu un pittore del periodo tardo barocco. Dopo essere stato allievo di Francesco Solimena, continuò il suo apprendistato nell'arte dell'incisione sotto la supervisione di Andreas Magliar. Visse e lavorò soprattutto a Napoli, dove si presume sia morto intorno al 1773.